# Owen Barfield

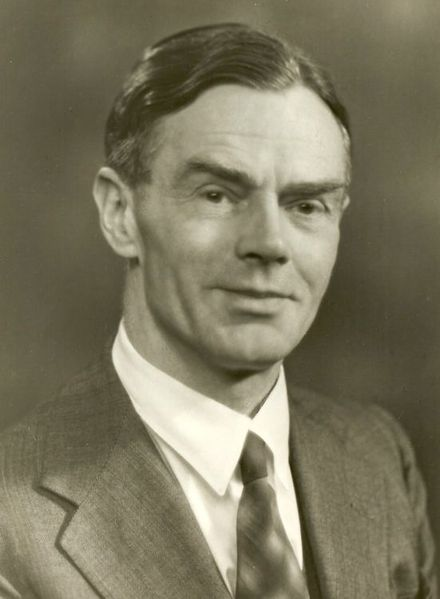
Owen Barfield (1937)

Owen Barfield (Londen, 9 november 1898 - Forest Row, 14 december 1997) was een Engelse filosoof, schrijver, dichter en criticus.

## Biografie
Barfield werd geboren in Londen en genoot zijn opleiding aan Highgate School en de Universiteit van Oxford, waar hij in 1920 afstudeerde in de Engelse literatuur. Zijn afstudeeronderzoek werd in boekvorm gepubliceerd als Poetic Diction. Enkele jaren na het behalen van zijn diploma, zag hij zich gedwongen in dienst te treden bij het advocatenkantoor van zijn vader.
Zowel tijdens als na zijn jarenlange werk als advocaat, publiceerde hij vele artikelen en boeken over filosofie, literatuur, en taalkunde. Zijn werk werd hoog aangeslagen door dichters en critici, waaronder T.S. Eliot. In de jaren zestig groeide zijn populariteit met name onder studenten en hoogleraren in Amerika, waar hij verschillende lezingen gaf.
Toch wordt Barfield vandaag de dag vooral nog herinnerd als lid van het Oxfordse gezelschap de Inklings, dat in de jaren '30 en '40 van de 20e eeuw regelmatig bijeenkwam. Hij was aanvankelijk vooral bevriend met C.S. Lewis, maar zijn ideeën waren ook voor J.R.R. Tolkien een belangrijke inspiratiebron. Barfield overleefde de meeste van zijn tijdgenoten en stierf in 1997, op 99-jarige leeftijd, in Forest Row, Sussex.

## Ideeën
Een aantal ideeën staan centraal in Barfields oeuvre.

### Evolutie van het bewustzijn
Een van zijn belangrijkste bijdragen aan de hedendaagse filosofie is zijn idee van een evolutie van het bewustzijn. Zijn vroege studies over etymologie (History in English Words, 1926) en de esthetisch-poëtische ervaring (Poetic Diction: A Study In Meaning, 1928) overtuigden hem ervan dat eerdere culturen niet slechts andere opvattingen over de wereld hadden: zij leefden daadwerkelijk in een andere wereld. Ter illustratie bespreekt hij het Latijnse woord 'spiritus', dat behalve 'geest' ook 'adem' en 'wind' betekende. Dit impliceert, aldus Barfield, dat deze drie concepten, inmiddels gescheiden, ooit als eenheid ervaren werden: de wind was de adem van een geest of god. Wij kunnen deze eenheid slechts nog in metaforen en poëtisch taalgebruik oproepen.
Het voornaamste verschil tussen ons bewustzijn en dat van onze verre voorouders ligt volgens Barfield in de mate waarin we ons bewust zijn van onze participatie in de schepping (zie met name Saving the Appearances: A Study in Idolatry, 1957). In vroeger tijden wist men zich innerlijk verbonden met de wereld: goden, planeten en elementen leefden zowel in de mens als in de natuur. Inmiddels, en vooral sinds de wetenschappelijke revolutie zijn we als mensen tegenover een levenloze wereld komen te staan; we hebben ons bevrijd van oorspronkelijke participatie ('original participation'). De resulterende fragmentatie ziet Barfield echter niet als een eindpunt: de weg vooruit ligt in het herontdekken van onze verbondenheid met de natuur en medemens door verbeelding en innerlijke oefening. Zo kan de mens in vrijheid naar uiteindelijke participatie ('final participation') bewegen.

### Romantiek en religie
Twee culturele bewegingen zijn voor Barfield bijzonder belangrijk (zie ook Romanticism Comes of Age, 1944). In de literatuur van de Romantiek zag hij een eerste antwoord op de 'onttovering' van de wereld en het subject-object-dualisme dat met de wetenschappelijke revolutie ingezet was. De keer tot het innerlijk beleven van de natuur, in het werk van dichters als Goethe, Wordsworth en Coleridge, tezamen met de herwaardering van de verbeelding, betekende een eerste stap naar een nieuwe vorm van participatie, en Barfield citeerde graag Coleridge's regels 'We receive but what we give / And in our life alone does nature live'.
Waar het de Romantici aan ontbrak, aldus Barfield, was een uitgewerkte filosofie over hoe de verbeelding nu precies onze kennis van de wereld kan verdiepen. Zo'n filosofie vond hij in de antroposofie van Rudolf Steiner, die hij dan ook omschreef als de volwassenwording van de Romantische impuls. Voor Barfield is Steiners werk vooral belangrijk als een uitgewerkte methodologie om middels de verbeelding de kloof tussen innerlijk en uiterlijk, subject en object, te overbruggen en zo tot een nieuwe kennis en wijsheid te komen. De antroposofie zag hij als de meest veelbelovende impuls om aan het materialisme voorbij te groeien, en naar een vorm van uiteindelijke participatie.
Hoewel Barfield niet in de eerste plaats een gelovige denker is, hield hij zich, net als de andere Inklings terdege bezig met de religieuze vragen. Zijn filosofie mondt uit in een vorm van christelijk geloof; het keerpunt van oorspronkelijke naar uiteindelijke participatie zag hij in de incarnatie van Jezus Christus. In Saving the Appearances betoogt hij dat veel van Christus' uitspraken, bijvoorbeeld zijn verwijzingen naar het Koninkrijk Gods, zijn op te vatten als toespelingen op de weg naar uiteindelijke participatie. Met de komst van Christus, aldus Barfield, opent zich de een pad dat wegleidt van de oorspronkelijke, onvrije participatie van voorchristelijke tradities, en naar de mogelijkheid in vrijheid te kiezen voor een liefdevolle, betekenisvolle wereld.

## Invloed

### Engeland
Waar Barfield zich voornamelijk liet inspireren door de Romantici (en Rudolf Steiner), vormden zijn ideeën op hun beurt een bron van inspiratie voor verschillende denkers en schrijvers. Een daarvan is J.R.R. Tolkien. Barfields eerste publicatie, het sprookje The Silver Trumpet (1925), was zo geliefd bij Tolkiens kinderen, dat hun vader besloot zelf zijn geluk in dit genre te beproeven. De literatuurcriticus Verlyn Flieger heeft voorts in haar boek Splintered Light: Logos and Language in Tolkiens World (2002), aangetoond dat Tolkiens lezing van Poetic Diction (1928) niet alleen zijn taalkundige studies richting gaf, maar ook een bepalende invloed op zijn mythologische verbeelding had.
Ook C.S. Lewis, de christelijke denker en tevens lid van de Inklings, was schatplichtig aan Owen Barfield. De twee raakten bevriend in Oxford en onderhielden contact tot Lewis' dood in 1963. Lewis droeg zijn eerste wetenschappelijke boek The Allegory of Love (1936) op aan zijn vriend, die hij 'the wisest and best of my unofficial teachers' noemde. In de jaren twintig, voor Lewis' bekering, voerden de twee een polemische briefwisseling, de zogenaamde 'Great War', waarin ze in scholastisch latijn elkaars filosofische standpunten aanvielen. Deze gedachtenstrijd, die Lionel Adey bestudeerde in C.S. Lewis' Great War with Owen Barfield (1978), ging onder meer over de relatie tussen poëtische taal, de verbeelding, en objectieve kennis. Lewis wilde de wetenschappelijke vergaring van kennis strikt gescheiden houden van de verbeeldingswereld, terwijl Barfield betoogde dat de verbeelding het fundament vormt voor alle kennis over de wereld. Adey suggereert dat Lewis in eruditie en intellectuele sluwheid niets voor zijn vriend onderdoet, maar dat Barfields denken uiteindelijk tot diepere inzichten voert. In elk geval had Barfield een blijvende invloed op de latere schrijver van de populaire Narnia-boeken.
Barfields werk werd ook buiten de Inklings opgepikt. De modernistische dichter T.S. Eliot (1888-1965) accepteerde zijn korte verhaal Dope(1923) voor publicatie in zijn tijdschrift The Criterion. Later schreef Eliot lovende kritieken over Barfields werk. Zo noemde hij Worlds Apart: A Dialogue of the 1960s (1963) 'a journey into seas of thought very far from ordinary routes of intellectual shipping.

### Amerika
Aan de overzijde van de Atlantische Oceaan vond de dichter en voormalig 'Poet Laureate' Howard Nemerov (1920-1991) inspiratie in Barfields boeken. Poetic Diction beschreef hij als 'not only a secret book, but nearly a sacred one'. In haar dissertatie 'Howard Nemerov and poetic idealism' heeft Donna L. Potts de invloed van Barfields werk op de Amerikaanse dichter uitvoerig uitgepluist.
Een andere Amerikaanse bewonderaar was Norman O. Brown (1913-2002), de classicus en pscyologische denker die in de jaren zestig populair werd. Brown wijdde een hoofdstuk aan Barfield in de bundel Evolution of Consciousness: Studies in Polarity (1976), en schreef dat hij van alle boeken Saving the Appearances het meest herlas. Een andere psycholoog, James Hillman (1926-2011) noemde Barfield een van de meest miskende belangrijke denkers van de twintigste eeuw.
Ook de romanschrijver en Nobelprijswinnaar Saul Bellow (1915-2005) werd door Barfields werk beïnvloed. Ze leerden elkaar kennen nadat Bellow zijn bewondering voor Saving the Appearances uitte, waarna een lange briefwisseling volgde. Met name in Humboldt's Gift (1975), waarmee hij de Pulitzer-prijs won, is Bellow schatplichtig aan Barfields filosofie.
Meer recentelijk is een kritische studie van de opkomende internetcultuur verschenen, The Future Does Not Compute(1995), waarin Stephen L. Talbott Barfields inzichten aangrijpt om de mogelijkheden en gevaren van nieuwe technologieën te onderzoeken. En vier jaar, in 1999, later verscheen Barfields Saving the Appearances op een lijst met de honderd belangrijkste religieuze boeken van de twintigste eeuw.

## Verwante werken
- Adey, Lionel. C.S. Lewis's 'Great War' with Owen Barfield (1978)
- Blaxland-de Lange, Simon. Owen Barfield, Romanticism Comes of Age: A Biography (2006).
- Carpenter, Humphrey. The Inklings: C.S. Lewis, J.R.R. Tolkien, Charles Williams, and Their Friends (1981)
- Flieger, Verlyn. Splintered Light: Logos and Language in Tolkien's World (1983)
- Pavlac Glyer, Diana. The Company They Keep: C.S. Lewis and J.R.R. Tolkien as Writers in Community (2007)
- Reilly, Robert James. Romantic Religion: A Study of Barfield, Lewis, Williams and Tolkien (1973)
- Smitherman, Philosophy and the Evolution of Consciousness: Owen Barfield's Saving the Apperances (2001).
- Sugerman, Shirley (Ed.). Evolution of Consciousness: Studies in Polarity (1976).
- Talbott, Stephen. The Future Does Not Compute: Transcending the Machines in our Midst (1995).
- Zaleski, Philip, & Carol Zaleski, The Fellowship. The Literary Lives of the Inklings: J.R.R. Tolkien, C.S. Lewis, Owen Barfield, Charles Williams (2015).